# شاه‌سسک
شاه‌سسک یا سسک تاجی پرنده کوچکی از تیرهٔ شاه‌سسکان یا سسکان تاجی (Regulidae) است. گونه‌های این تیره در گذشته در دسته سسکان جهان قدیم طبقه‌بندی می‌شدند. واژهٔ "Regulidae" از واژهٔ لاتین regulus به معنای "پادشاه کوچک" یا شاهزاده گرفته شده است و به تاج‌های رنگی پرندگان بالغ اشاره دارد. این تیره در آمریکای شمالی و اوراسیا نمایندگانی دارد. شش گونه در این خانواده وجود دارد. یکی، سسک تاج‌آتشی مادیرا (Regulus madeirensis) که به‌تازگی از سسک تاج‌آتشی معمولی به عنوان گونه‌ای جداگانه جدا شد. یکی از گونه‌های آن، سسک تاج‌یاقوتی، از نظر صدا و پرهایش به اندازه‌ای متفاوت است که می‌تواند سردهٔ خودش، Corthylio را داشته باشد.

### گونه‌ها به ترتیب آرایه‌بندی
- سردهٔ سسک تاج‌یاقوتی:
  - شاه‌سسک تاج‌یاقوتی (C. calendula)
- سردهٔ سسک‌های تاج‌طلایی (Regulus):
  - سسک تاج‌آتشی معمولی (R. ignicapilla)
  - سسک تاج‌آتشی مادیرا (R. madeirensis)
  - شاه‌سسک تاج‌زرین (R. satrapa)
  - سسک تاج‌آتشی (R. Goodfellowi)
  - سسک تاج‌طلایی (R. regulus)

## پراکندگی و زیستگاه
سسک‌های تاجی پرندگان قلمروهای نوشمالگان و دیرین‌شمالگان هستند که نمایندگانی در مناطق معتدل آمریکای شمالی، اروپا و آسیا، شمالی‌ترین آفریقا، ماکرونزی و هیمالیا دارند. آنها با جنگل‌های مخروطی سازگار هستند، اگرچه میزان خاصی از سازگاری وجود دارد و بیشتر گونه‌ها از زیستگاه‌های دیگر، به‌ویژه در طول مهاجرت استفاده می‌کنند. در ماکرونزی، آنها را به لاوریسیلوا و خلنگ درختی سازگار کرده‌اند.

### چرخه زندگی
تخم‌ها پس از ۱۵ تا ۱۷ روز به‌طور ناهمزمان تفریخ می‌شوند. جوجه‌ها ۱۹ تا ۲۴ روز در لانه می‌مانند. پس از تغذیه، جوجه‌ها به پایین لانه می‌رسند و خواهر و برادرهای گرسنه خود را به سمت بالا هل می‌دهند تا به نوبه خود سیر شوند (اما سرد شوند).
سسک‌های تاجی بارورترین و کوتاه‌ترین در بین پرندگان با جوجه دیررس هستند، و احتمالاً کوتاه‌ترین عمر آنها جدا از چند گونه ماکیان‌سانان کوچک‌تر است. مرگ و میر بزرگسالان برای تاج‌طلایی بیش از ۸۰ درصد در سال برآورد شده است و حداکثر طول عمر تنها شش سال است.